# Rotura aórtica
La rotura aórtica es la rotura de toda la pared de la aorta, la arteria más grande del cuerpo. Los síntomas pueden incluir dolor abdominal repentino y severo, dolor en el pecho o dolor de espalda. Otros síntomas pueden incluir mareos, dificultad para respirar o dificultad para tragar.
Las causas incluyen traumatismo (cerrado o penetrante ) o una complicación de un aneurisma aórtico (ya sea abdominal o torácico). El diagnóstico se realiza mediante imágenes, generalmente una tomografía computarizada. Se diferencia de la disección aórtica, que es un desgarro que afecta únicamente a la pared interna de la aorta.
La prevención incluye la reparación de los aneurismas antes de que se produzca la rotura. Una vez producida la rotura, para tener posibilidades de supervivencia se requiere cirugía inmediata. La mayoría (85%) muere inmediatamente, mientras que de los que sobreviven y llegan al hospital, alrededor del 30% muere posteriormente a pesar del tratamiento.
La rotura aórtica es relativamente frecuente. Contribuye hasta el 20% de las muertes por colisiones de vehículos de motor. Las primeras descripciones datan de 1557 por Andreas Vesalius.